# Colistra parvulus
Colistra parvulus är en insektsart som beskrevs av Rauno E. Linnavuori 1961. Colistra parvulus ingår i släktet Colistra och familjen dvärgstritar. Inga underarter finns listade i Catalogue of Life.